# Kamigōri
Kamigōri (jap. 上郡町 Kamigōri-chō) – miasto w Japonii, na wyspie Honsiu, w prefekturze Hyōgo. Według danych na rok 2020 miejscowość zamieszkiwało 13 879 mieszkańców , a gęstość zaludnienia wyniosła 92,4 os./km².